# 双桥镇 (内江市)
双桥镇，原为双桥乡，是中华人民共和国四川省内江市东兴区下辖的一个乡镇级行政单位。2019年12月，撤销新店乡，将其所属行政区域划归双桥镇管辖。

## 行政区划
双桥镇下辖以下地区：
清源社区、张庙村、付家村、东山村、元觉村、佘嘴村、黄桷村、马龙村、牌坊村、凤龙村、杨家冲村、凤天村、双鼓村、金子桥村、李家桥村和回龙村。